# Holden (Missouri)
Holden és una població dels Estats Units a l'estat de Missouri. Segons el cens del 2000 tenia 2.510 habitants.

## Demografia
Segons el cens del 2000, Holden tenia 2.510 habitants, 990 habitatges, i 656 famílies. La densitat de població era de 402,1 habitants per km².
Dels 990 habitatges en un 36,3% hi vivien nens de menys de 18 anys, en un 48,8% hi vivien parelles casades, en un 11,8% dones solteres, i en un 33,7% no eren unitats familiars. En el 29,3% dels habitatges hi vivien persones soles el 13,1% de les quals corresponia a persones de 65 anys o més que vivien soles. El nombre mitjà de persones vivint en cada habitatge era de 2,53 i el nombre mitjà de persones que vivien en cada família era de 3,11.
Per edats la població es repartia de la següent manera: un 30% tenia menys de 18 anys, un 11% entre 18 i 24, un 28% entre 25 i 44, un 17,3% de 45 a 60 i un 13,8% 65 anys o més.
L'edat mediana era de 33 anys. Per cada 100 dones de 18 o més anys hi havia 89,7 homes.
La renda mediana per habitatge era de 30.255 $ i la renda mediana per família de 35.234 $. Els homes tenien una renda mediana de 26.285 $ mentre que les dones 20.884 $. La renda per capita de la població era de 13.537 $. Entorn del 10% de les famílies i el 12,5% de la població estaven per davall del llindar de pobresa.

## Poblacions més properes
El següent diagrama mostra les poblacions més properes.